# Kamëz
Kamëz ([kaməz]; bepaalde vorm: Kamza) is een stad (bashki) in Centraal-Albanië. De stad telt 104.000 inwoners (2011) en maakt deel uit van de Tirana-prefectuur; ze ligt net noordwestelijk van de hoofdstad Tirana. Door de groei van de nationale hoofdstad is Kamëz onderdeel geworden van haar stedelijk gebied. De stad is de zevende grootste stad (bashki) van het land.
De stad heeft veel arme wijken. Een voorbeeld hiervan is Bathorë, dat door sommige bronnen een sloppenwijk wordt genoemd.

## Geografie en stadsbeeld
In het centrum van Kamëz zijn tientallen straten naar steden in binnen- en buitenland, buitenlandse politici en internationale organisaties genoemd. Zo zijn er onder meer een Rruga Amsterdami en een Rruga Brukseli (naar Brussel), een Rruga Nikolas Sarkozi (Nicolas Sarkozy) en een Rruga NATO (NAVO).

### Bestuurlijke indeling
Administratieve componenten (njësitë administrative përbërëse) na de gemeentelijke herinrichting van 2015 (inwoners tijdens de census 2011 tussen haakjes):
Kamëz (66841) • Paskuqan (37349).
De stad wordt verder ingedeeld in 15 plaatsen: Babrru Qëndër, Bathore, Bulçesh, Frutikulturë, Fushë e Kërçikëve, Kamëz, Kodër Babrru, Kodër e Kuqe, Laknas, Paskuqan Fushë, Paskuqan Kodër, Paskuqan, Shpat, Valias, Zall-Mner.

## Bevolking
In de volkstelling van 2011 telde Kamëz 104.190 inwoners, een stijging ten opzichte van 66.290 inwoners op 1 april 2001. Dit komt overeen met een gemiddelde bevolkingsgroei van 4,4% per jaar.
| Plaats   | Oppervlakte (km²) | Bevolking (2001) | Bevolking (2011) |
| -------- | ----------------- | ---------------- | ---------------- |
| Kamëz    | 24,07 km²         | 44.553           | 66.841           |
| Paskuqan | 11,51 km²         | 21.737           | 37.349           |
| Kamëz    | 35,58 km²         | 66.290           | 104.190          |

### Religie
De grootste religie in Kamëz is de (soennitische) islam. Deze religie werd in 2011 beleden door 79.117 personen, oftewel 75,94% van de bevolking. De grootste minderheid vormden de 9.248 katholieken, hetgeen gelijk staat aan 8,88% van de bevolking.
| Plaats   | Bevolking (2011) | Islam (%)       | Katholiek (%) | Orthodox (%) | Bektashisme (%) |
| -------- | ---------------- | --------------- | ------------- | ------------ | --------------- |
| Kamëz    | 66.841           | 49.115 (73,48%) | 6.604 (9,88%) | 120 (0,18%)  | 568 (0,85%)     |
| Paskuqan | 37.349           | 30.002 (80,33%) | 2.644 (7,08%) | 93 (0,25%)   | 142 (0,38%)     |
| Kamëz    | 104.190          | 79.117 (75,94%) | 9.248 (8,88%) | 213 (0,20%)  | 710 (0,68%)     |

## Stedenbanden
- Jena (Duitsland)
- Kemalpaşa (Turkije)
- Macerata (Italië)
- Yonkers (Verenigde Staten)

## Sport
Voetbalclub KS Kamza speelde in het seizoen 2011-2012 voor het eerst in de Kategoria Superiore, Albaniës hoogste nationale klasse, maar degradeerde aan het eind van dat seizoen opnieuw naar de Kategoria e Parë. De vereniging werkt haar thuiswedstrijden af op het Fusha Sportive Kamëz, op de hoek van Rruga Montreal en Rruga OSBE.